# Selim I.

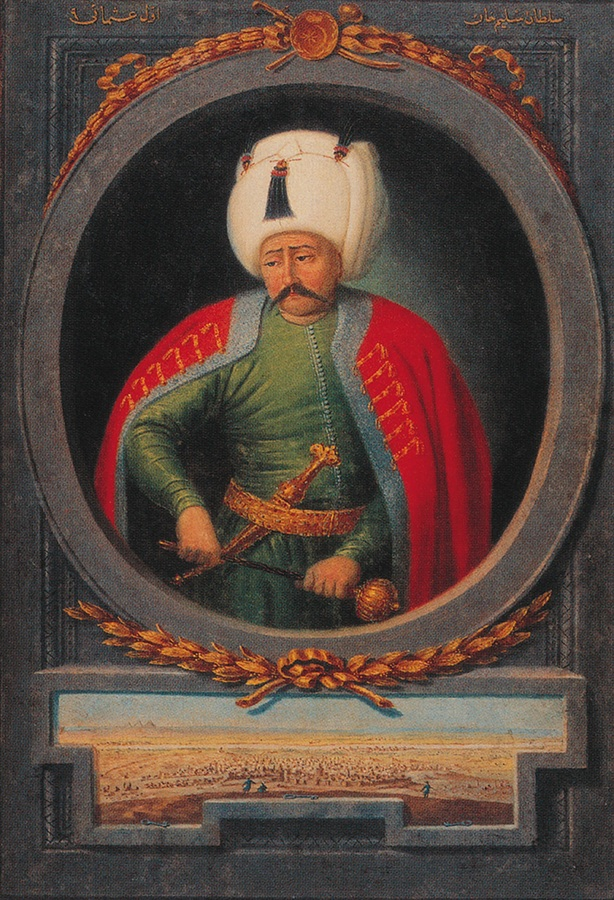
Selīm-şāh b. Bāyezīd Ḫān el-muẓaffer dāʾimā

Selim I. (سليم شاه بن بايزيد / İA Selīm-şāh b. Bāyezīd; geboren 10. Oktober 1470 in Amasya; gestorben 21. September 1520 bei Çorlu), genannt یاوز / Yavuz / ‚der Gestrenge, der Grausame, der Grimme‘, war der neunte Sultan des Osmanischen Reiches. Er regierte vom 24. April 1512 bis zu seinem Tod im Jahre 1520. Als erster osmanischer Herrscher führte er den Titel des Kalifen und den des Hüters der heiligen Stätten (خادم الحرمين الشريفين, ḫādim al-ḥaramayn aš-Šarīfayn).

## Leben
Selim wurde um 1470 als jüngster von acht Söhnen des späteren Sultans Bayezid II. geboren. Seine Mutter war Gülbahar Hatun, eine albanische Konkubine. 1487 wurde Selim als Prinz-Gouverneur (Çelebi Sulṭān) in die 1461 von Mehmed II. eroberte, strategisch wichtige Küstenstadt Trabzon geschickt, wo er über 20 Jahre lang residierte.
Als seine Söhne wegen seiner Krankheit im Alter gegen ihn intrigierten, ließ Bayezid Şehinşah und Mehmed erdrosseln. Er wollte seinen Lieblingssohn Ahmed zum Nachfolger ernennen, doch es gelang ihm nicht, die Janitscharen für ihn zu gewinnen. Vielmehr forderten sie den tatkräftigeren Selim als Herrscher. Dieser wollte die Gelegenheit nutzen und seinen Vater stürzen. Er rückte 1511 mit verbündeten Tatarentruppen in Rumelien ein und griff das Heer seines Vaters bei Uğraşdere in Thrakien an. Obwohl Selim geschlagen wurde und auf die Krim flüchtete, entschieden sich die Janitscharen neuerlich für ihn. So gelang es ihm, seinen Bruder Ahmed zu schlagen und sich zum Oberbefehlshaber der Streitkräfte ernennen zu lassen. Am 24. April 1512 musste Bayezid II. den Thron seinem Sohn überlassen, der als Selim I. die Herrschaft antrat. Bayezid zog sich nach Dimotika zurück; er starb am 26. Mai unter ungeklärten Umständen auf der Reise.

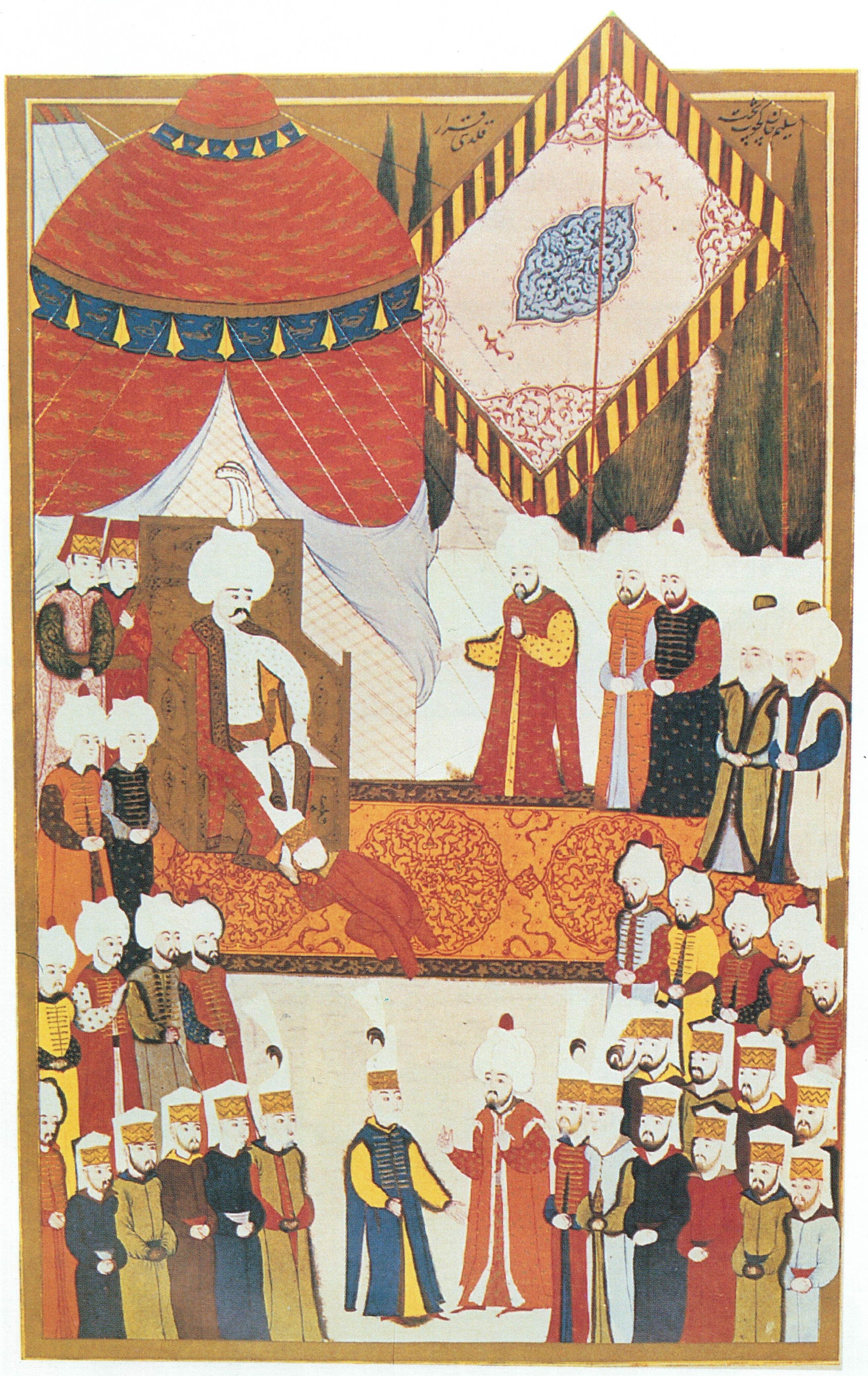
Thronbesteigung Selims I.
(Miniatur aus dem Hüner-nāme)

Selims erste Tat als Herrscher war der Befehl, seine Brüder und alle seine Neffen hinzurichten. Dieser Brudermord war im Hause Osman seit Mehmed II. institutionalisiert worden. Um nicht seinen Sohn Süleyman, später Sultan Süleyman I. der Prächtige, ebenfalls dazu zu zwingen, verzichtete Selim auf die Zeugung weiterer Söhne. Nicolae Iorga schreibt dazu:
“[…] mehr Erben wollte der Sultan nicht haben und verzichtete auf jeden weiteren Umgang mit seinen Frauen […]”
Als strenggläubiger Sunnit verfolgte er die Aleviten und die Schiiten im osmanischen Herrschaftsbereich. Das schiitische Persien unter dem Safawidenschah Ismail I. unterstützte die verfolgten Glaubensbrüder massiv. Im nun folgenden Krieg besiegte Selim am 23. August 1514 die Safawiden in der entscheidenden Schlacht bei Tschaldiran (auch Çaldıran, in Ost-Anatolien). Er nahm deren Hauptstadt Täbris ein und brachte viele hochqualifizierte Handwerker von dort nach Istanbul. Weil die Janitscharen nur ungern gegen Muslime kämpften und wegen des Wintereinbruches beendete er den Feldzug und wandte sich stattdessen gegen die in Ägypten herrschenden Mamluken. In einem groß angelegten Feldzug vertrieb er sie 1516 nach der Schlacht von Marj Dabiq bei Haleb (Aleppo) zunächst aus Syrien und Palästina, um dann das mamlukische Heer bei der Schlacht von Raydaniyya vor Kairo zu schlagen und am 22. Januar 1517 die ägyptische Hauptstadt zu erobern. Der letzte Mamlukensultan Tuman Bay lehnte einen Vasallenstatus ab und wurde hingerichtet.
Damit war die Alleinherrschaft der Mamluken beendet, sie blieben aber weiterhin die regierende Schicht unter Oberhoheit des Sultans. Schnell brachte Selim den Rest Ägyptens unter seine Kontrolle. Kurz darauf unterwarf sich nahezu die gesamte Arabische Halbinsel seiner Herrschaft. Selim I. wurde dadurch Herrscher über die heiligen Stätten des Islam, Mekka und Medina (→ Geschichte Ägyptens).
Der letzte Kalif der Abbasiden-Dynastie hatte nach der Eroberung von Bagdad angeblich seinen Sitz in Kairo genommen. Selim holte den amtierenden Kalifen nach Istanbul und seine Nachfolger beriefen sich darauf, dass dieser seine Amtswürde auf den Padischah übertragen habe. Er soll ihm den Titel und die damit verbundenen Insignien wie das Schwert und den Umhang des Propheten übergeben haben. Seitdem waren die osmanischen Sultane aus späterer osmanischer Sicht zugleich auch die Kalifen.

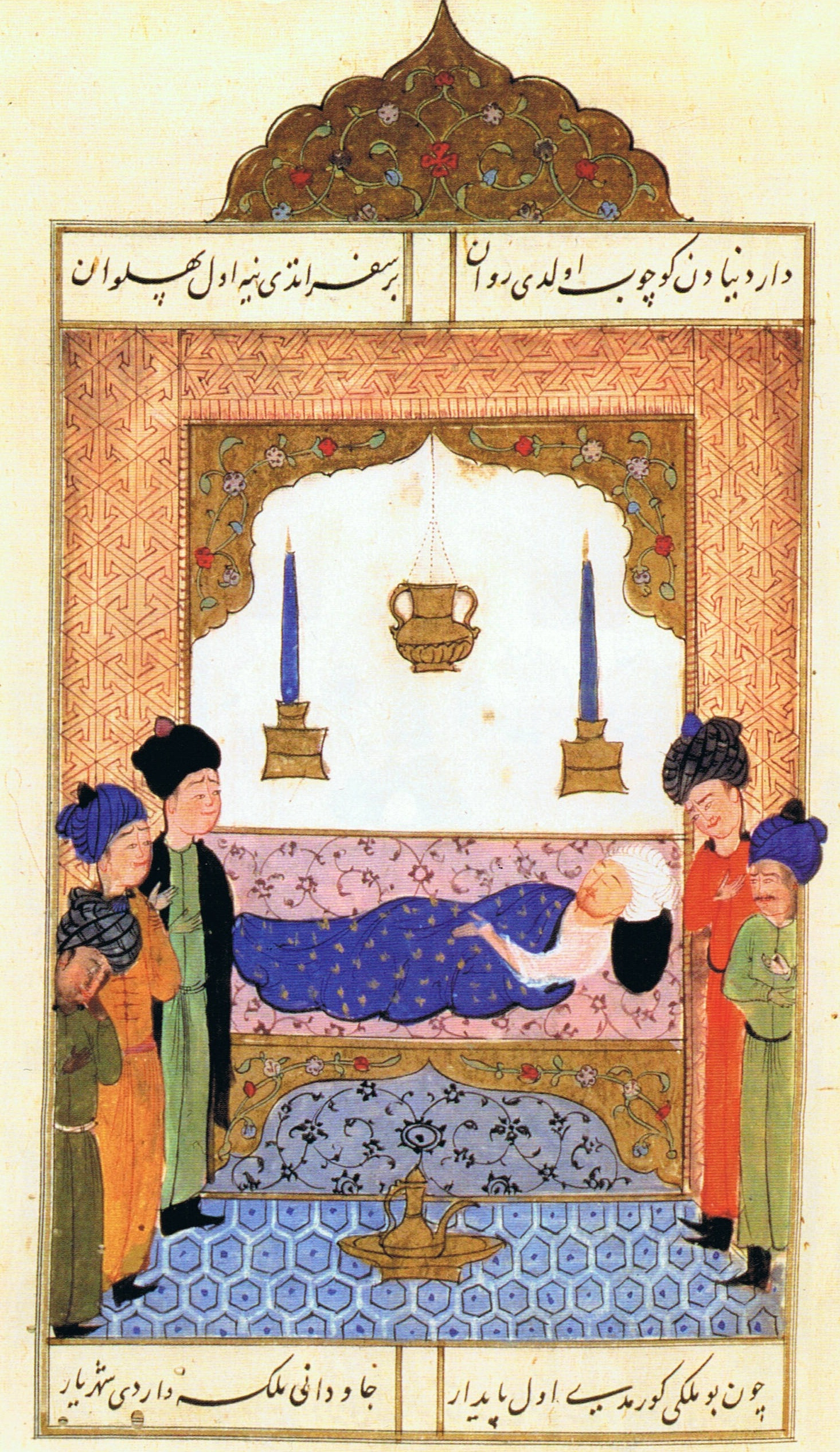
Selim I. auf dem Sterbebett
(Miniatur aus dem Selīm-nāme)

Nachdem nun ein Großteil der islamischen Welt unter osmanischer Oberhoheit stand, begann Selim mit der Vorbereitung einer Expedition gegen Rhodos, das seit 1309 Sitz des Johanniterordens war. Er erkrankte aber, vermutlich an der in Istanbul ausgebrochenen Pest, derentwegen er wohl nach Edirne aufgebrochen war, und starb im neunten Jahr seiner Regentschaft mit 49 Jahren, unweit des Ortes, an dem er die Truppen seines Vaters angegriffen hatte.
Als Selim Sultan geworden war, umfasste das Osmanische Reich ein Gebiet von 2.375.000 Quadratkilometern. Bei seinem Tod hatte es eine Ausdehnung von 6.557.000 Quadratkilometern – etwa die 2,8-fache Fläche – erlangt. Selims militärische Erfolge basierten auf einer Reform des osmanischen Heeres. So ließ er die Artillerie (Topçu) modernisieren, dämmte die Macht der Janitscharen ein und begann mit dem Aufbau einer Flotte. Mit seinen Eroberungen in Asien und Afrika schuf er seinem Sohn Süleyman Rückenfreiheit und legte so den Grundstein für die osmanischen Erfolge gegen die europäischen Mächte in den folgenden Türkenkriegen.
Selim I. ruht in der Türbe neben der Yavus Selim Camii in Istanbul, die sein Sohn Süleyman errichten ließ.
Der Chronist İdris-i Bitlisî schrieb das Buch Selimname über die Herrschaftszeit Selims I.; er starb Ende 1520. Sein Sohn vervollständigte das Buch.

## Persönlichkeit

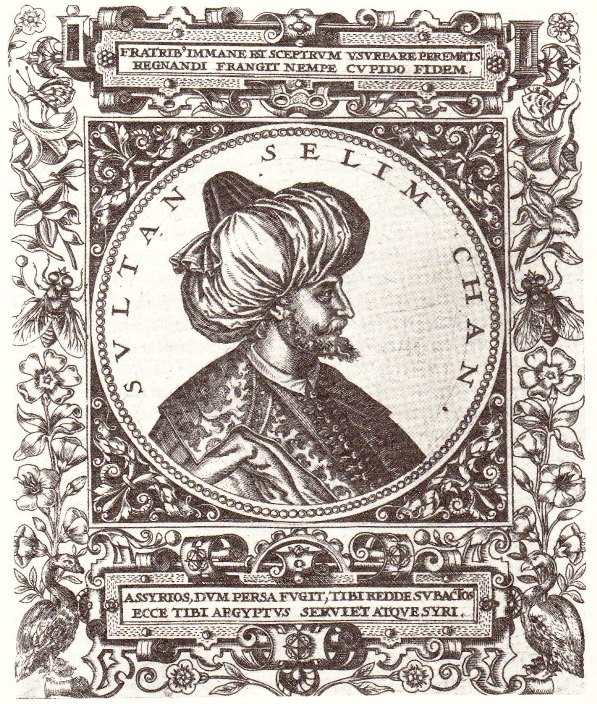
Sultan Selim I. in einer abendländischen Chronik

Selim wird als frommer Muslim und als überaus ehrgeiziger Herrscher beschrieben. Er galt als soldatischer, rücksichtsloser Draufgänger, aber auch als klug und systematisch. Seinen viermonatigen Feldzug gegen Persien soll er gegen den Rat seiner Minister begonnen und einige von ihnen wegen ihrer Opposition gegen seine Pläne hinrichten lassen haben. Angebliche Pläne, Indien zu erobern und den Suezkanal zu bauen, können nicht belegt werden.
Selim schrieb unter dem Dichternamen Selimî hauptsächlich auf Persisch Gedichte.

„Ein Teppich hat genug Platz für zwei Muslime, aber die Welt hat nicht genug Platz für zwei Herrscher (Könige, Sultane).“

„Mein Kampf geht solange weiter, bis Gottes Gesetz, die Scharia, auf der ganzen Welt herrscht oder ich sterbe.“

Für Selim schrieb der Dichter Revani eine Gedichtesammlung (Diwan).

## Namensgeber
Zahlreiche Plätze und Gebäude wurden nach ihm benannt, beispielsweise auch die Yavuz-Sultan-Selim-Moschee in Mannheim. Der deutsche Panzerkreuzer Goeben wurde nach der Übergabe an die osmanische Marine am 18. August 1914 Yavuz Sultan Selim genannt. Auch die 3. Bosporus-Brücke in Istanbul ist nach Selim I. benannt.